# Marco Ferrante
Pour les articles homonymes, voir Ferrante.
Marco Ferrante (né le 4 février 1971 à Velletri, dans la province de Rome dans le Latium) est un footballeur italien.

## Biographie
Marco Ferrante évoluait au poste d'attaquant, notamment au Torino dont il est le deuxième meilleur buteur du club derrière Paolo Pulici.
Lors de la saison 1998-1999 il inscrit 27 buts et termine ainsi meilleur buteur de Serie B.
Marco possède une sélection en équipe d'Italie espoirs. Cette sélection a eu lieu lors des Jeux olympiques d'été de 1992 à Barcelone.
Depuis sa retraite, il travaille en tant qu'agent de joueur.